# 2308 Schilt
A 2308 Schilt (ideiglenes jelöléssel 1967 JM) a Naprendszer kisbolygóövében található aszteroida. Carlos Ulrrico Cesco és Arnold Richard Klemola fedezte fel 1967. május 6-án.